# HD 125612 d
HD 125612 d é um planeta extrassolar que orbita a estrela tipo-G da sequência principal HD 125612, localizado a cerca de 172 anos-luz de distância, na constelação de Virgo. Este planeta foi detectado pelo HARPS em 19 de outubro de 2009, juntamente com outros 29 planetas, incluindo o HD 125612 c.